# Асуль (вулкан)
Асуль — вулкан. Располагается в Южном Атлантическом регионе, Никарагуа.
Асуль — шлаковый конус высотой 201 метр. Находится недалеко от залива Блуфилдс, к северу от города Блуфилдс. Состоит из трёх молодых шлаковых конусов, каждый из которых составляет 50-60 метров в диаметре. Сложены трахитами и базальтами. Вокруг вулкана слабая растительность, из этого следует, что вулканы возможно были активны несколько тысяч лет назад. Впервые вулканическое поле было обнаружено геологами в 1960 году в результате воздушных полётов.